# Kanada na Letních olympijských hrách 1936
Kanada se účastnila Letní olympiády 1936 v německém Berlíně. Zastupovalo ji 97 sportovců (79 mužů a 18 žen) v 12 sportech.

## Medailisté
| Medaile | Jméno | Sport      | Soutěž                    |
| ------- | --- | ---------- | ------------------------- |
| Zlato   | Frank Amyot | Kanoistika | Muži C-1 1 000 m          |
| Stříbro | Gordon Aitchison Ian Allison Arthur Chapman Chuck Chapman Edward Dawson Irving Meretsky Stanley Nantais James Stewart Malcolm Wiseman Doug Peden | Basketbal  | Turnaj mužů               |
| Stříbro | John Loaring | Atletika   | Muži 400 m překážek       |
| Stříbro | Frank Saker Harvey Charters | Kanoistika | Muži C-2 10 000 m         |
| Bronz   | Dorothy Brookshaw Mildred Dolson Hilda Cameron Aileen Meagher                                                                                    | Atletika   | Ženy štafeta 4 × 100 m    |
| Bronz   | Elizabeth Taylorová | Atletika   | Ženy 80 m překážek        |
| Bronz   | Phil Edwards | Atletika   | Muži běh na 800 m         |
| Bronz   | Frank Saker Harvey Charters | Kanoistika | Muži C-2 1 000 m          |
| Bronz   | Joe Schleimer | Zápas      | muži, volný styl do 72 kg |